# Kate Walsh
Kathleen Erin "Kate" Walsh (San Jose, Kalifornija, 13. listopada 1967.), američka filmska i televizijska glumica, najpoznatija po ulozi Dr. Addison Montgomery-Shepard u serijama Uvod u anatomiju i Privatna praksa.

## Biografija

### Rani život
Rođena je u San Joseu, Kalifornija. Odrasla je u Tucsonu, Arizona. Po ocu ima irske krvi, a po majci talijanske. Ima dvije sestre i dva brata, koji su filmaši.
Svi su stariji od nje. Počela je manekensku karijeru u Japanu tijekom 1980-ih godina. Također je podučavala engleski jezik japanskim učenicima. Kratko vrijeme je studirala na Sveučilištu u Arizoni, ali se kasnije preselila u Los Angeles i New York.

### Karijera
Do sada je ostvarila tridesetak filmskih uloga, ali je najpoznatija upravo po ulozi doktorice Addison Montgomery iz serije "Uvod u anatomiju". Trenutno glumi u trećoj sezoni serije "Privatna praksa".